# Chevrolet Impala
El Chevrolet Impala es un automóvil producido por el fabricante estadounidense Chevrolet desde 1958 para el mercado norteamericano. El primer Impala fue presentado en la exhibición Motorama de la General Motors en 1956. Estas versiones mostraban su nueva línea de vehículos para el año próximo. En 1956, el Motorama Car Show pasó por Nueva York, Miami, Los Ángeles, San Francisco y Boston. Este primer Impala era un coupé para cuatro pasajeros, con "un fuerte sabor a Corvette", que fue llamado "Corvette Impala". El coche de demostración fue hecho con carrocería de fibra de vidrio, como el Corvette.
Este coche toma su nombre de un mamífero artiodáctilo llamado impala.

## Primera generación (1958)

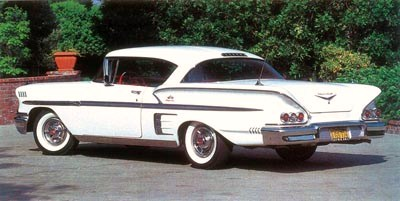
Primera generación Chevrolet Bel Air, Impala 1958

El Chevrolet Impala fue presentado como coche situado en la parte superior de la línea del modelo Bel Air. El primer Impala apareció en el otoño de 1957 como modelo 1958 y fue un gran éxito. Fue ofrecido como coupé y descapotable, con una imagen deportiva. El Impala era 9 pulgadas (22,9 cm) más largo, 4 pulgadas (10,2 cm) más ancho y 2 pulgadas (5,1 cm) más bajo que los modelos Bel Air anteriores. El diseñador Harley Earl había propuesto una evolución hacia un coche más largo, más bajo y más ancho, aunque esto era un salto en el diseño. El nuevo Impala ofrecía algunas opciones consideradas emocionantes en su época. Vino con el nuevo motor V8 con una cilindrada de 348 plgs³ (5,7 L) y el sistema de suspensión Air-Level. Con el nuevo motor, el Impala era mucho más rápido que anteriores Chevys y con el nuevo sistema de suspensión tenía una conducción más suave que antes. Uno de los cambios más relevantes era el nuevo diseño del chasis con forma de X. Según Chevrolet, este chasis aportaba mayor rigidez al coche, haciendo que tuviera un mejor comportamiento en carretera. El nuevo Impala vino con decoraciones de cromo en los tableros de la puerta e instrumentos y un volante de estilo deportivo. Con esto se petendía que el Impala pareciera un coche más lujoso que el Bel Air.

## Segunda generación (1959-1960)

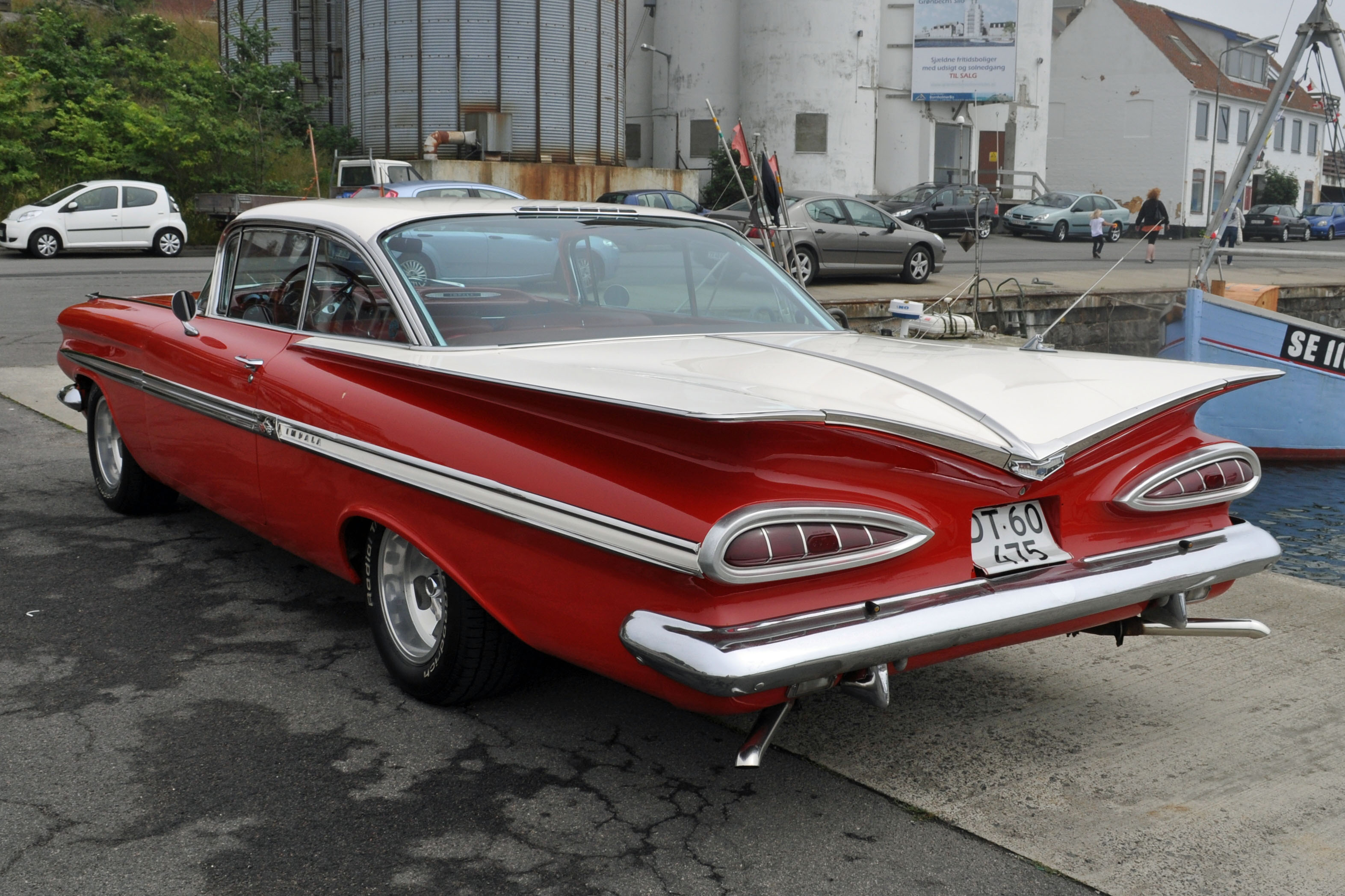
Segunda generación Chevrolet Impala 1959

En esta generación el Impala fue un modelo aparte del Bel Air.
En 1959 el diseño del Impala tuvo bastantes modificaciones. La carrocería pasó a ser, según el criterio de la época, más rápida, más ágil y con un aspecto más moderno y futurista, con los aletas más grandes y atrevidas después del Cadillac de 1959. La disposición del tamaño, peso, motor y chasis era similar a la del modelo anterior. 
En 1958 el Impala fue ofrecido solamente en versiones coupé dos puertas y descapotable, pero en 1959 había una línea completa de variantes, entre las que estaban, el sedan techo rígido de dos puertas o cuatro puertas, el descapotable de dos puertas y un sedán de cuatro puertas. 
En 1960 se hicieron algunos cambios en el diseño del Impala, para que fuera un poco más conservador. Por ejemplo, las luces traseras con forma de ojo de gato del modelo del 59 pasaron a ser dos grupos de 3 luces redondas, similares a las del modelo del 58. Estas luces se acabarían convirtiendo en una marca distintiva para el Impala. Las aletas traseras se pusieron en una posición completamente horizontal y en el frontal desaparecieron las tomas de aire que había sobre los faros.
En 1960, Chevrolet añadió a la gama Bel Air un modelo coupé de dos puertas y presentó el Corvair, que era un coche de menor tamaño y más económico que el Bel Air y el Impala. El Corvair vendió 250.000 unidades en su primer año, pero ni el nuevo Bel Air coupé lograron superar o aproximarse a las ventas del Impala, el cual seguía siendo el Chevrolet de mayor ventas.

## Tercera generación (1961-1964)

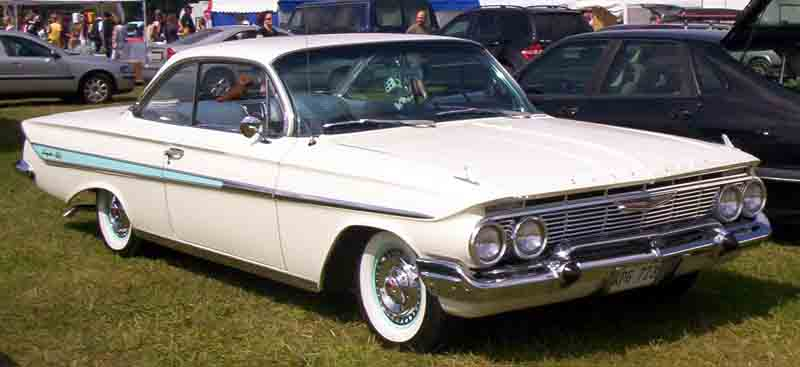
Chevrolet Impala de 1961

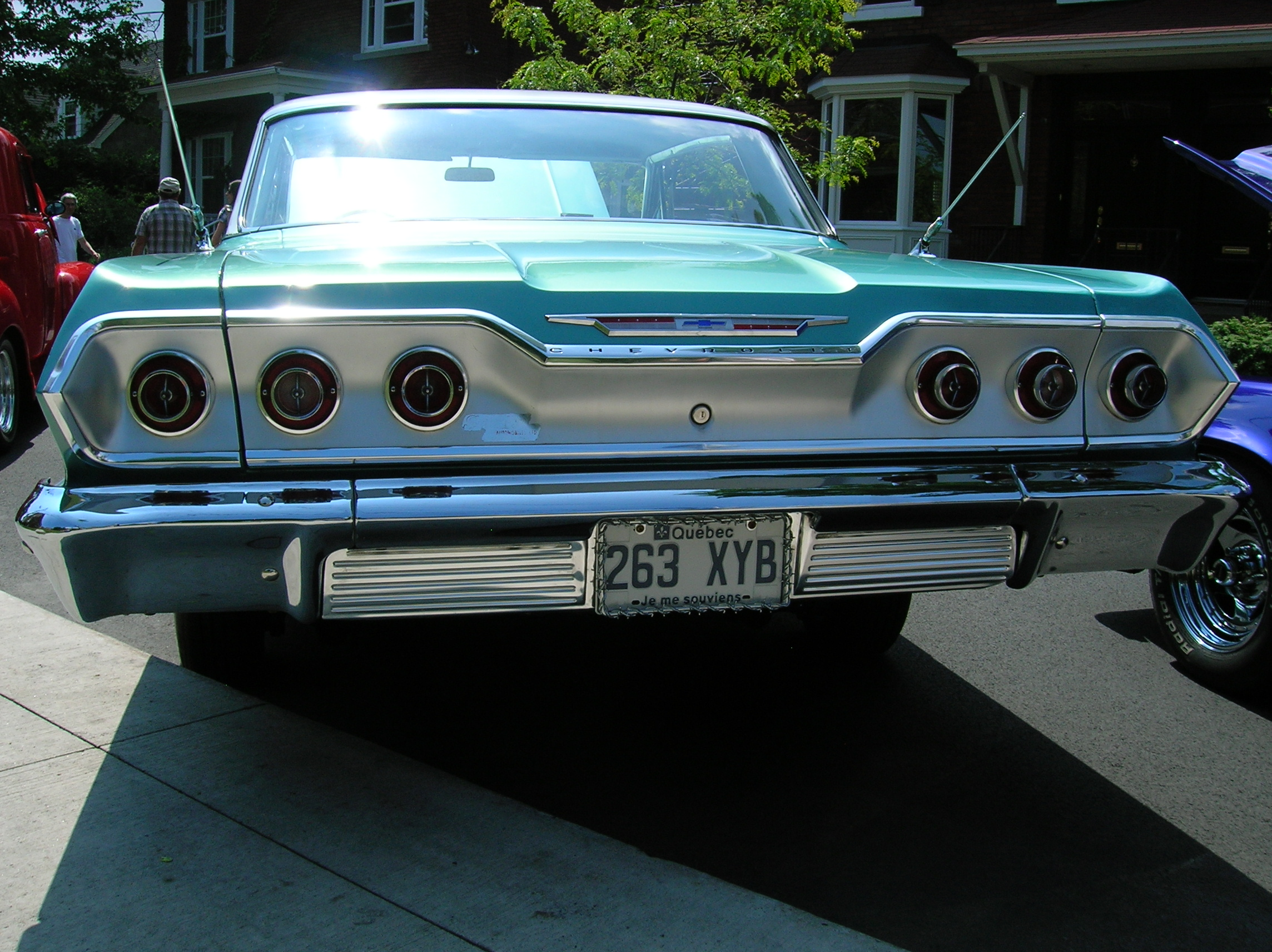
Vista trasera del Chevrolet Impala 1963 con su distintivo panel de aluminio trasero

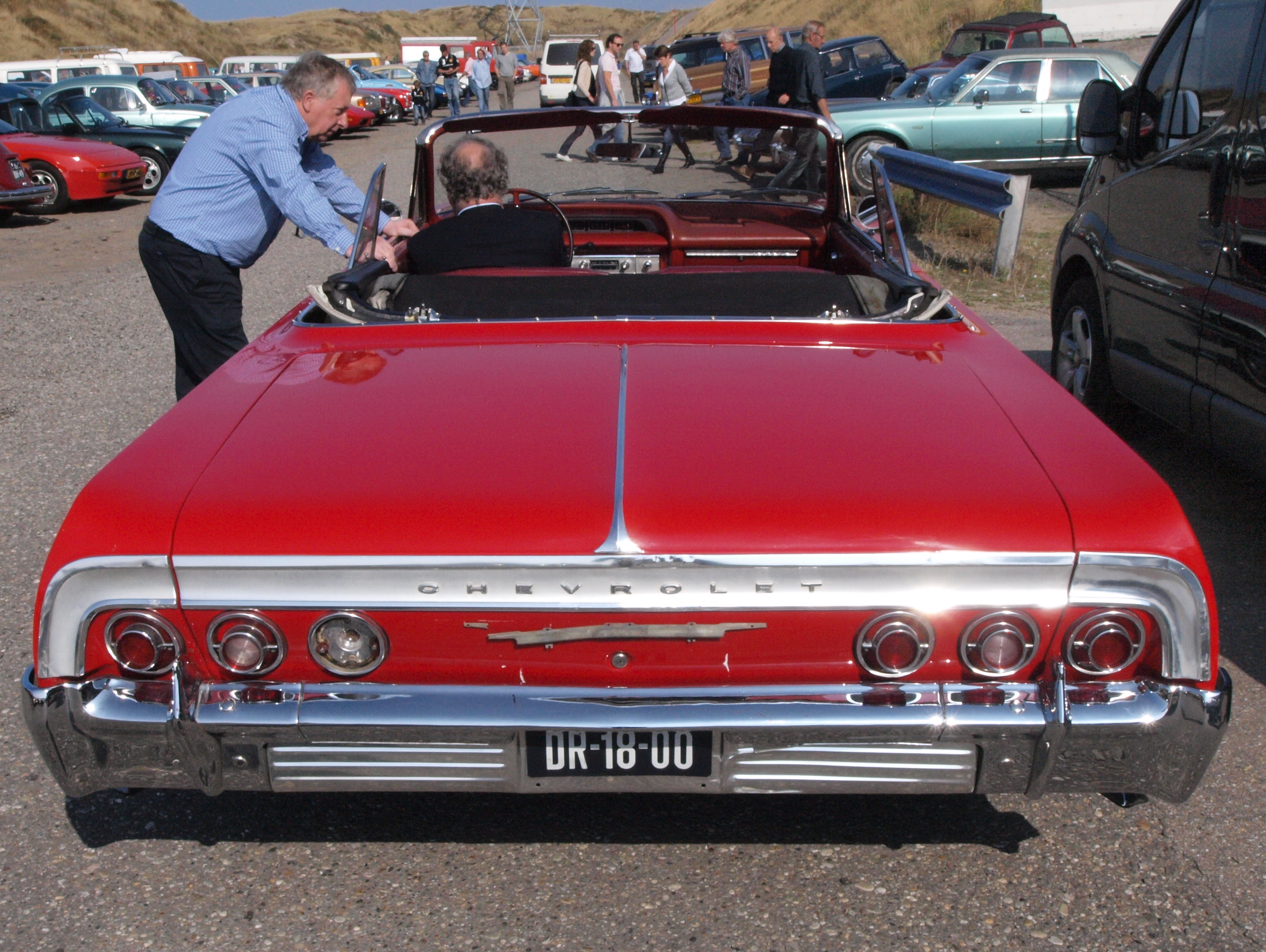
Chevrolet Impala de 1964 con su panel de aluminio bordeando las luces

En 1961 Chevrolet decidió cambiar totalmente el Impala nuevamente. El Impala 1961 perdió las aletas posteriores totalmente, consiguió un tablero de instrumentos nuevo y mantuvo las 6 luces traseras. En 1961, muchos compradores del Impala desearon las opciones como la Post-Tracción, una batería más resistente, frenos, muelles y amortiguadores más resistentes. Esto hizo que Chevrolet decidiera hacer un «paquete Super Sport» para Impalas (SS). El Impala fue el primer Chevrolet que ofreció un paquete Super Sport, que vendría más adelante en otros modelos como el Camaro, el Chevelle, el Monte Carlo, El Camino y los pickup 1500. En el verano de 1961, Chevrolet lanzó el primer Impala SS. En 1961, un Impala SS se habría podido pedir en cualquier carrocería, pero en el futuro vendría solamente en versiones coupé y descapotable. Hasta el lanzamiento del Impala SS, el Corvette era el coche deportivo de Chevrolet, pero el Impala SS ahora estaba a su lado. El Impala SS se ofrecía con un motor V8 348 plgs³ (5,7 L) de alto rendimiento, o el nuevo V8 de 409 plgs³ (6,7 L). Los 409 eran un monstruo de 350 HP (261 kilovatios). Los Beach Boys produjeron un single de éxito, «409», en referencia a la Chevy, que se convirtió en una canción emblemática para estos coches. Los modelos de los SS también vinieron con dirección asistida, frenos mejorados, amortiguadores y muelles más resistentes.
En 1962, un motor nuevo fue incluido a la familia de los Impala SS: era el V8 de 327 plgs³ (5,4 L). En 1962 cualquier motorización de Chevrolet se podría utilizar en el paquete SS, y la suspensión resistente fue quitada del paquete; porque algunos clientes deseaban el look Super Sport sin tener que comprar todo el equipo de alto rendimiento. Era un buen año para la industria del automóvil, y el Impala SS estaba revolucionando la nación. La palabra comenzaba a hacerse conocida y conseguía su objetivo. En 1961 menos de 500 Impalas eran modelos SS, pero en 1962 casi 100.000 modelos SS fueron vendidos. Entre las nuevas opciones también estaba disponible para cualquier tipo de Impalas incluyendo el aire acondicionado en versiones estándar y de lujo, Power Brakes, Power windows, Power seats, espejos exteriores e interiores, y radios manuales o de botón. Los nuevos accesorios incluyeron: embrague y radiador Heavy-Duty, tubo de escape doble y el ventilador de temperatura controlada del radiador. El SS 1962 era diferente del Impala regular, venía con asientos delanteros estilo butacas con una consola central, una barra de pasajero, emblemas especiales, cubiertas de ruedas especiales, molduras y paneles de aluminio laterales y traseros, y palanca de cambios de la transmisión para cuatro velocidades cromado. Lanzado en 1962, las ventas totales de Chevys alcanzaron casi 1.600.000 de las cuales 700.000 fueron modelos Impala. 
En 1963 el Impala vendió alrededor 832.000 vehículos; era el «coche americano». Las ventas del Impala duplicaban casi las ventas del Ford Galaxie, vehículo similar en tamaño y popularidad. En 1963 el Impala no cambió mucho. Había siete nuevas opciones de color, que llevaron el número a un total de 15 colores, más 11 opciones de doble tono. Una cosa destacable era que el Impala era el único full-size coupé sin parantes de Chevrolet en 1962, y el Impala era también el único de cuatro puertas sin parantes El viejo superventas de Chevy, el Bel Air, estaba solamente disponible en dos y cuatro puertas sedán. Una nueva opción era el techo de vinilo, que solamente estaba disponible en el coupé. Mecánicamente, Chevrolet introdujo alternadores en vez de generadores. Los SS modelaban emblemas, cubiertas de rueda SS, y su interior era más agradable para que los compradores estuvieran felices con lo que compraban.
En 1964, el Impala cambió de varias formas. Permanecía el estilo de Cadillac y consiguió paragolpes más gruesos que hicieron que el coche se pareciese más bajo y más pesado. La parrilla del 1964 era mucho más plana que la parrilla del 1963. En 1964, los SS se convirtieron en su propia línea, comparado a ser solo un paquete en el pasado. Más de 185.000 Impala SS fueron vendidos. El Impala regular vendió sobre 890.000, y el Bel Air vendió solamente sobre 550.000. Esto demuestra lo popular que era el Impala, porque usualmente la versión más barata de un coche (Bel Air) generalmente vende más que la versión más costosa (Impala). Otra señal era que el Impala y el Impala SS coupé alcanzaron ventas sobre 442.000 unidades y se vendieron 536.000 cuatro puertas sin parantes en 1964. El coupé generalmente nunca estuvo cerca de alcanzar las ventas del cuatro puertas sin parantes, pero el Impala era demasiado popular ya sea de dos o cuatro puertas. Las pequeñas mejoras fueron hechas al Impala del 1964 como un reloj eléctrico, una luz del freno de seguridad, y un volante especial para los Impalas de ese año.
Regresó la opción V8 de bloque grande de 409 plgs³ (6,7 L), así como el doble carburador Rochester de 4 gargantas que producía 425 HP (317 kilovatios) a las 6.000 rpm y 425 lb-pie (576 Nm) a las 4.200 rpm de par máximo y puede alcanzar asta los 250 KM/H sin límite de velocidad. Los modelos SS continuaron presentando un motor de aluminio. Las líneas del toldo se conservaron sin cambios del modelo 1963. Las luces traseras eran estándar.
Todas las Station Wagon de gran tamaño de 1964 tenían luces traseras pequeñas rectangulares, montadas verticalmente a cada lado del coche.

## Cuarta generación (1965-1970)

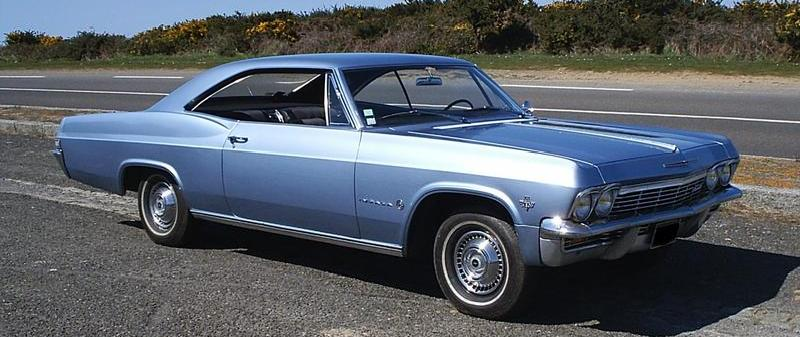
Chevrolet Impala de 1965 con motor V8 de bloque grande

El Impala de 1965 fue rediseñado completamente y presenta una línea más estilizada frente a la de los años anteriores. Este año se presenta el motor V8 de 396 plgs³ (6,5 L), con la caja Hydramatic 350.
También se introduce el «paquete Caprice» como opción por USD $200. El Impala Caprice, disponible exclusivamente como un descapotable de techo duro de cuatro puertas, recibió tapicería exclusiva, detalles de madera en el tablero y elementos específicos en los apoyabrazos y tiradores en el interior de las puertas. El Impala Caprice fue reintroducido como el Chevrolet Caprice en 1966, tomando la posición superior en la línea de Chevrolet de gran tamaño. 
El Impala de 1965 tuvo un récord de ventas de 1 millón de unidades.
Chevrolet ofreció el paquete Super Sport en 1961, que pasó a ser una opción de producción regular (RPO), codificada Z03, de 1962 a 1963 y de nuevo en 1968. De 1964 a 1967 el Super Sport es un modelo independiente. Los exteriores del Super Sport de 1965 difieren muy poco de los modelos regulares, las molduras del estribo lateral han sido eliminadas, los emblemas «Super Sport» sustituyen los «Impala SS». La nueva consola central aloja un reloj eléctrico de tipo rally y la instrumentación completa incluye ahora un vacuómetro (indicador de vacío). Un total de 243.114 Impala SS cupés y descapotables fueron construidos en el año 1965.

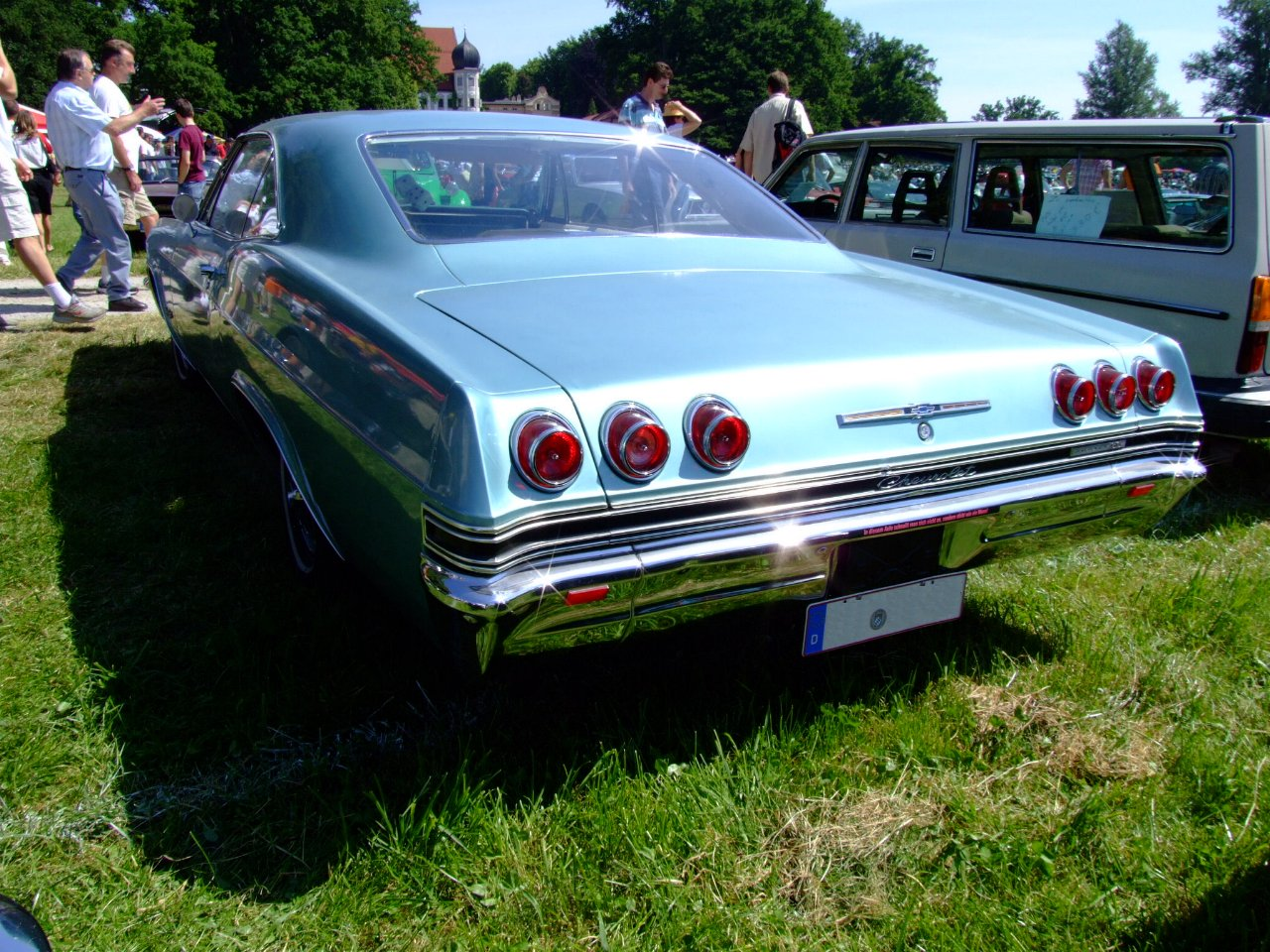
Chevrolet Impala SS de 1965
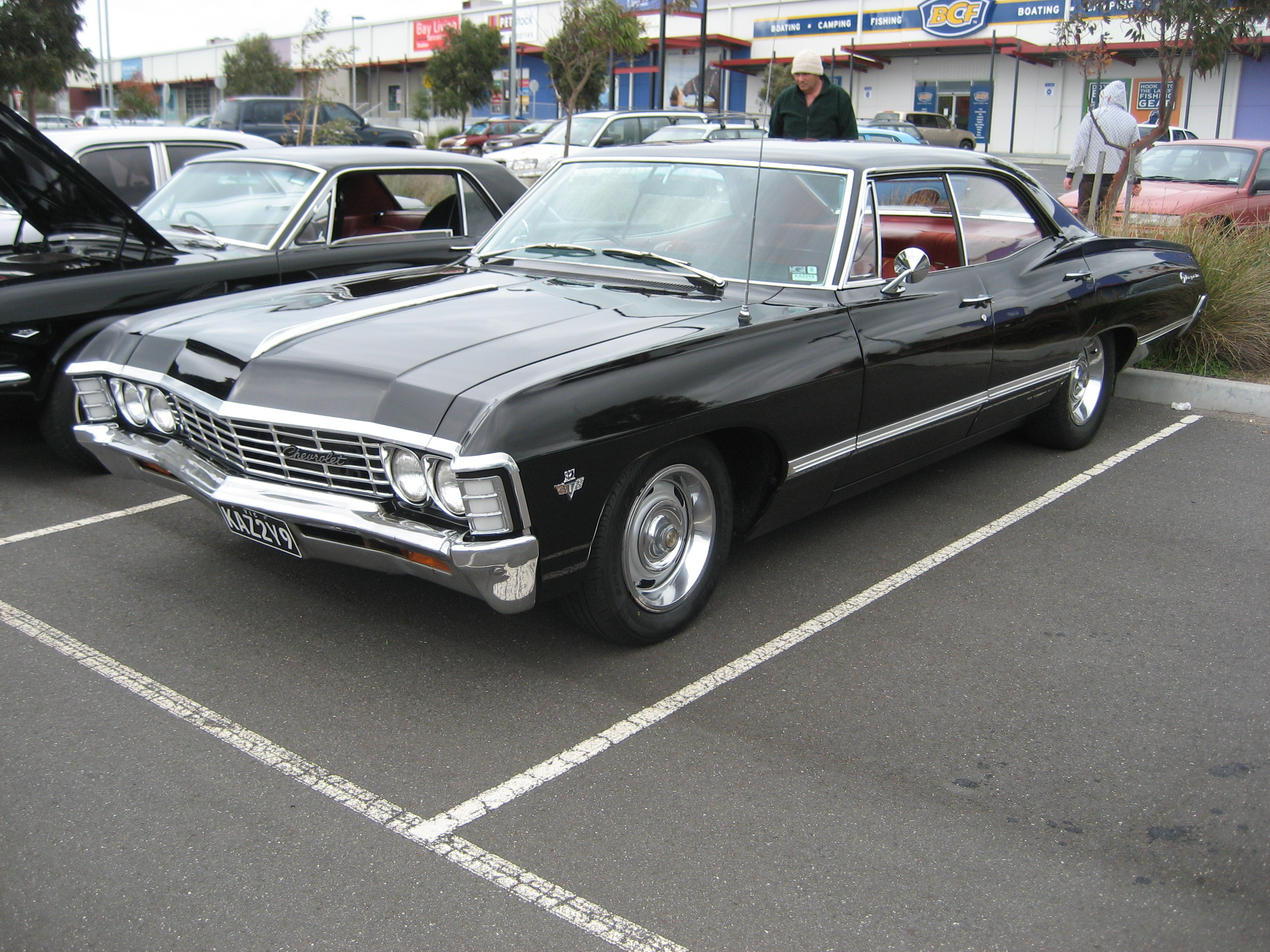
Chevrolet Impala de 1967, de cuatro puertas y techo duro, similar al usado en la serie "Supernatural"
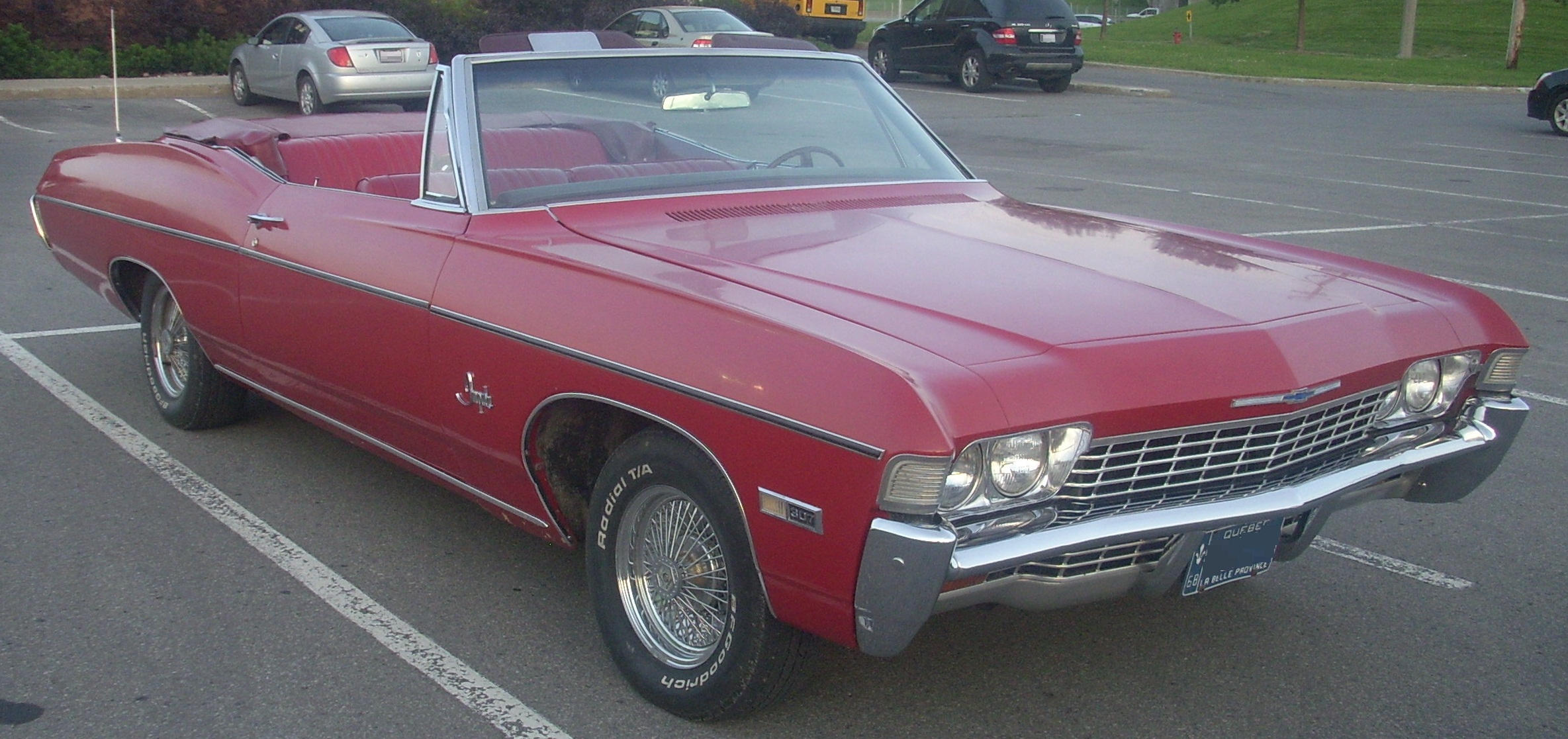
Chevrolet Impala convertible de 1968
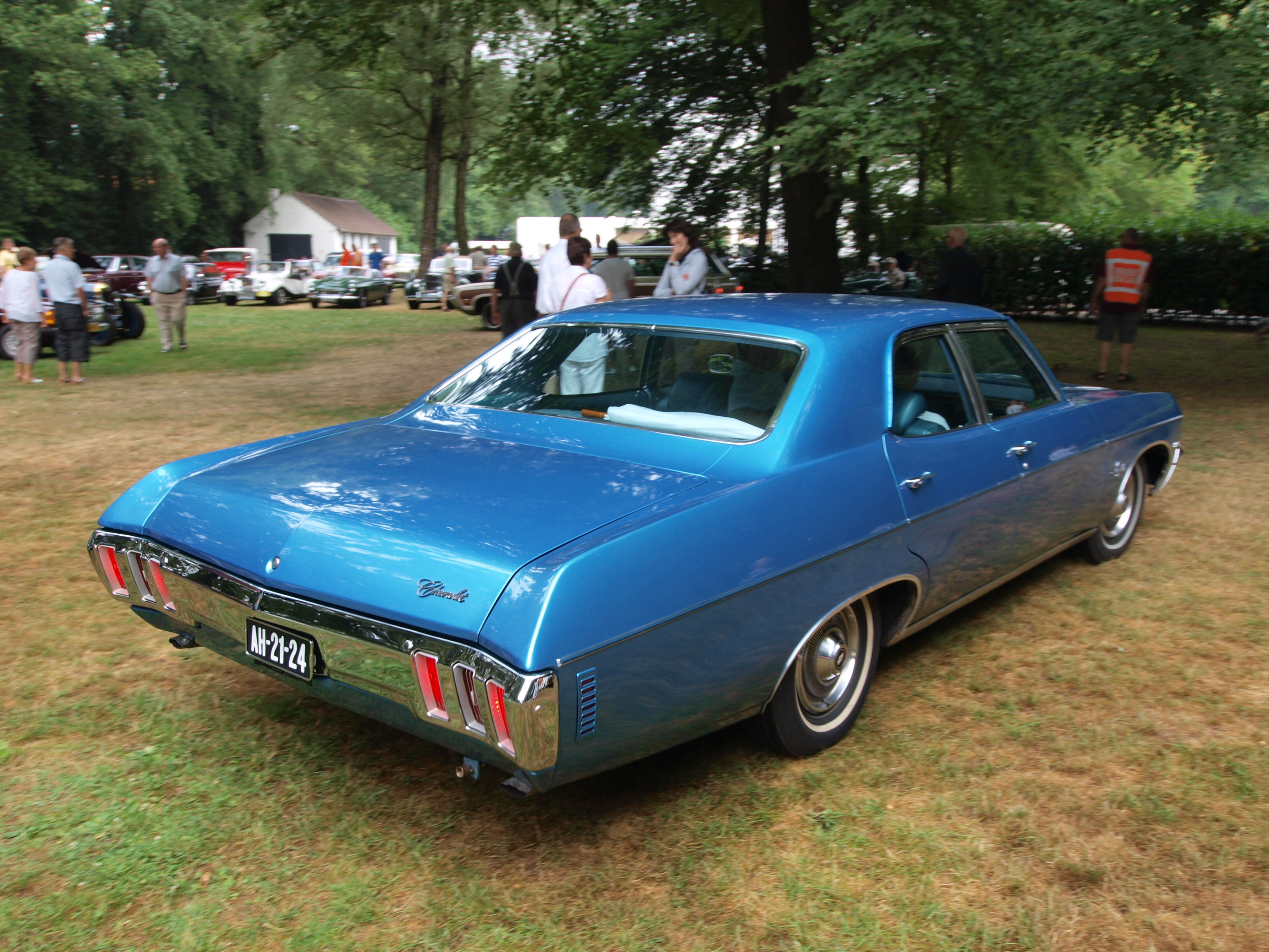
Chevrolet Impala SS Sedán de 1970

## Quinta generación (1971-1976)

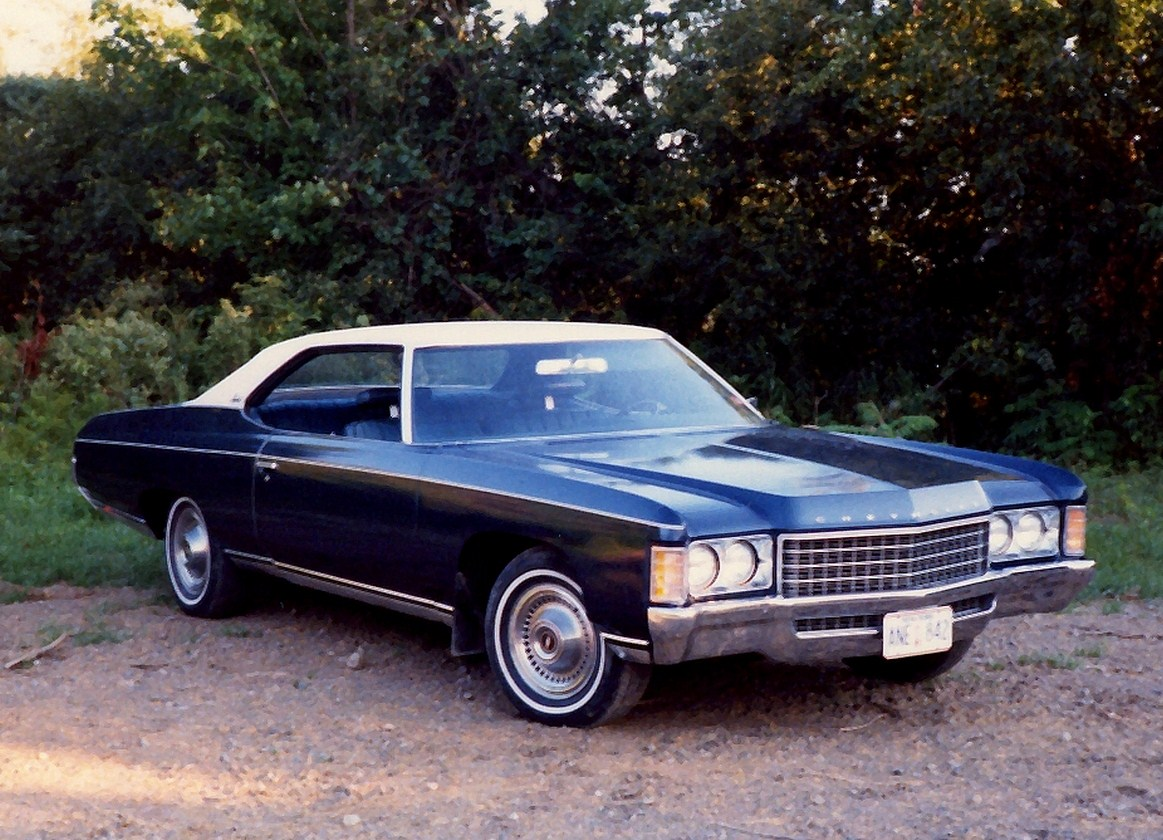
1971 Impala Sport Coupe

El Impala siguió siendo el modelo más vendido de Chevrolet con la quinta generación. El cuerpo B rediseñado de 1971 sería el auto más grande jamás ofrecido por Chevrolet. En el diseño exterior, las luces delanteras de estacionamiento y direccionales se ubicaron distintivamente en los extremos.  El modelo básico portaba motor 292 pulgadas cúbicas (4.7 Litros) 6 en línea de 175 hp, relativamente con alto torque. Además del sedán de 2 y 4 puertas (llamados Custom), se ofrecía una versión con el techo deportivo Sport Coupe; era un semi-fastback de pendiente suave que recordaba el estilo "bubbletop" de 1961. El sistema de "frenos de potencia" incluía booster y frenos de disco delanteros.  Dirección hidráulica sobreasistida. Suspensión trasera con muelles suaves de gran recorrido.  La transmisión automática de 3 velocidades y la potencia de 175 hp probaron ser un vehículo confiable y cómodo, aunque relativamente lento.
Motor 6 cilindros en línea de 292 plg³ (4,8 L) 175 HP (130 kW; 177 CV)
Para los Estados Unidos, un gran bloque V8 de alto rendimiento todavía estaba disponible en forma del Turbo-Jet 454, que produjo 365 hp (272 kW) en 1971, pero la potencia disminuyó con el paso de los años. Una transmisión manual de tres velocidades seguía siendo estándar a principios de año, pero en la primavera de 1971 todos los autos GM de tamaño completo equipados con V8 obtuvieron Turbo Hydra-Matic como equipo estándar. La transmisión automática Powerglide permaneció opcionalmente disponible para automóviles con motor de seis cilindros hasta los modelos de 1973. De acuerdo con su enorme tamaño, estos nuevos Chevrolet con plataforma "B" estaban cerca de Cadillac en características de lujo, estilo y conducción. Para los Estados Unidos, Impala obtuvo un nuevo sistema de ventilación eléctrica que permaneció encendido mientras el encendido estaba activado. Incluyó tanto ventilaciones grandes en el panel de instrumentos como rejillas en el maletero. Sin embargo, el sistema demostró ser problemático y muchos compradores no le gustaron. Los frenos de disco delanteros con asistencia eléctrica eran estándar para todos los modelos de 1971; La dirección asistida de relación variable se convirtió en estándar en 1972.
1972 Chevrolet Impala con techo rígido de 4 puertas (Sport Sedan): el modelo de 1972 tiene una rejilla que se extiende debajo del parachoques. Los trenes motrices consistían principalmente en motores V8. El 250 en línea seis seguía siendo estándar para los modelos Sport Coupe y sedán de 4 puertas; el 350 2bbl V8 se convirtió en el motor estándar de 1973–1976, con 350 pulgadas cúbicas (5.7 L), 400 pulgadas cúbicas (6.6 L), 402 pulgadas cúbicas (6.6 L) (a través de 72) o 454 pulgadas cúbicas (7.4 L) opcionales. El estilo de carrocería más vendido fue el Custom Coupe con techo formal. A partir de 1972, todos los motores fueron diseñados para funcionar con gasolina sin plomo. 1972 vio el último Impala descapotable; vendió 6.456 unidades, quedando en cuarto lugar con poco menos del 9 por ciento del mercado, justo detrás de las 6.508 unidades vendidas del Corvette, por delante de las 6.401 unidades vendidas del Mustang. Se mejoró el sistema de ventilación eléctrica, y las salidas de ventilación se trasladaron desde la tapa del maletero a los pilares de la puerta.
Todos los vehículos Chevrolet de 1973 presentaban un parachoques delantero más grande que absorbe los golpes debido a los nuevos mandatos federales que requerían protección contra impactos de 8 km/h (5 millas por hora). Se montaron nuevas luces traseras en el (todavía) parachoques trasero convencional. El convertible se trasladó a la serie Caprice Classic. Los ajustes en la suspensión y el marco dieron una mejor capacidad de roaming, según el gerente general de Chevrolet, John Z. DeLorean. Los volantes y los paneles de instrumentos tenían una combinación de colores con los colores interiores, a diferencia del negro mate utilizado en 1971-1972. El borde del volante tenía un agarre suave y reemplazó la insignia "Impala" con el genérico "Chevrolet". El motor de seis cilindros en línea ahora se ofrecía solo en el sedán Bel Air de 4 puertas, y solo con la transmisión manual de 3 velocidades. Los interiores habían reposicionado los asientos delanteros para tener más espacio para las piernas. El nombre del Impala regresó para la camioneta Kingswood. El diseño de la suspensión y el chasis se modificó para una mejor capacidad de transporte. La posición del asiento delantero del banco se modificó para adaptarse a los conductores altos con mayor comodidad; los conductores más cortos lo encontraron menos.
Mil Impalas de 1973 fueron construidos con un "Sistema de retención de colchón de aire"(ACRS) que usaba un panel de instrumentos Oldmobile y un volante único que contenía tanto una bolsa de aire para el conductor como para el pasajero delantero. Todos eran sedanes de cuatro puertas pintados en un color verde-dorado especial. El sistema no se publicitó en gran medida y GM y el gobierno federal utilizaron muchos de los automóviles para pruebas de choque. Durante décadas, el sistema demostró ser duradero y protegió con éxito a los pasajeros delanteros en colisiones frontales. Lamentablemente, Chevy no ofreció ACRS en 1974; sin embargo, se ofreció en Los modelos Oldsmobile, Buick y Cadillac ese año fueron una opción y salvaron vidas. Un Impala equipado con ACRS fue preservado y sigue siendo testigo de la capacidad de un fabricante de automóviles estadounidense para diseñar sistemas de seguridad que salven vidas en automóviles sin un mandato del gobierno. Ningún otro Se conocen ejemplos a partir de este momento.
En 1974, el parachoques trasero fue rediseñado con amortiguadores para cumplir con los estándares actualizados y se presentaron nuevas luces traseras. La parte delantera también se actualizó como en años anteriores, con una nueva parrilla y biseles de faros, un nuevo panel de cabecera y un parachoques con una sección central desplegable. Las luces indicadoras volvieron a subir al lado de los faros una vez más. Este fue el único año de los modelos 1971–1976, el Impala tenía un diseño frontal diferente que el Caprice Classic, ya que otros años usaban un inserto de rejilla o un frente Caprice del año anterior para distinguir los dos. Las líneas del techo de los cupés Impala también fueron revisadas. Para 1974, el Custom Coupe ya no era un techo rígido, con un gran cristal trasero fijo y un grueso pilar B. El Sport Coupé, todavía un techo rígido sin pilares, ahora usaba un cuarto de vidrio enrollable más grande como el del Custom Coupe 1971–1973, y tenía una ventana trasera más estrecha, de estilo fastback. Los sedanes utilizaron proyectiles de arrastre de años anteriores. En un movimiento de estilo inusual, las cubiertas de rueda Impala opcionales para 1974 fueron las mismas que las de Impala de 1970.
1976 Impala sedán de 4 puertas: se ofreció un paquete Spirit of America de edición limitada en 1974 en los modelos Sport Coupe; principalmente un paquete de apariencia, presentaba pintura corporal blanca o azul, una cubierta de vinilo completa blanca, tapicería blanca con ribete rojo o azul, cinturones de seguridad y tapetes de colores, cubiertas especiales de las ruedas, ruedas de rally blancas opcionales, exterior remoto dual de estilo deportivo espejos retrovisores, una inserción de moldura lateral de cuerpo de vinilo y rayas rojas. Insignias especiales de guardabarros y salpicaderos anunciaron el paquete a los transeúntes y pasajeros. Chevrolet también ofreció las versiones Nova y Vega Spirit of America también.
El Impala de 1975 usó una parte delantera Caprice de 1974, con un inserto de rejilla y un cambio de emblema. El modelo Caprice se revisó con una nueva parte delantera con un panel de cabecera de estilo barrido hacia atrás con cubos de faros empotrados, un nuevo capó y nuevos guardabarros. También en 1975 la tapicería, los paneles de las puertas y el tablero de instrumentos se revisaron, al igual que los gráficos de radio y control de clima. Los velocímetros leen hasta 100 mph (160 km/h) y agregan kilómetros por hora. Un sistema de encendido de alta energía (HEI) se introdujo oficialmente en 1975, aunque se instaló en algunos automóviles de 1974 como una opción clandestina. Convertidores catalíticos también se introdujeron, al igual que varias opciones nuevas, incluido un paquete de indicadores Econominder (que también incluía un indicador de temperatura del refrigerante), limpiaparabrisas intermitentes y un banco dividido 50/50 con sillón reclinable del lado del pasajero (con una opción de tela deportiva o vinilo podar). Este fue el último año del descapotable Chevrolet de tamaño completo. Los modelos de cuatro puertas tienen nuevas líneas de techo; el Sport Sedan de techo rígido tenía una pequeña "ventana de ópera" triangular tallada en el amplio panel del techo.
Un modelo Landau disponible para los modelos 1975–1976 presentaba un techo de vinilo landau (con una banda de cromo en el techo), una selección de colores de pintura especiales, espejos retrovisores exteriores duales remotos de estilo deportivo, cubiertas de ruedas con teclas de colores, un inserto de vinilo moldeado al costado del cuerpo y rayas. En el interior había cinturones de seguridad y alfombrillas de colores. Los emblemas de guardabarros y tablero completaron el paquete. El modelo de techo rígido de 2 puertas (denominado Sport Coupe) se suspendió después de 1975, dejando el Custom Coupe rediseñado, con su amplio pilar "B" y su ventana trasera fija, el único Impala de 2 puertas disponible en 1976. Este estilo de carrocería tenía introducido para el año modelo 1974, un precursor del abandono completo de los estilos de carrocería sin pilares de Detroit antes de finales de los años setenta. En 1976 Impala utilizó una nariz Caprice del año anterior, con un nuevo inserto de rejilla "caja de huevos". El Impala tenía faros redondos mientras que el Caprice usaba los nuevos quad rectangulares. Para los compradores de flotas, Chevrolet ofreció un modelo Impala "S" de menor precio que eliminó algunas de las características de lujo del modelo estándar, como los neumáticos radiales, el aislamiento acústico y la luz del maletero. La "S" estaba disponible tanto en un sedán de 4 puertas como en una camioneta, y efectivamente reemplazó el Bel Air para el mercado estadounidense (el Bel Air continuó en producción en Canadá hasta 1981).

## Sexta generación (1977-1985)
Los cambios en el mercado del automóvil resultaron en que Chevrolet rediseñara el Impala una vez más en 1976 para satisfacer las demandas cambiantes. Los nuevos Impalas de menor tamaño eran más cortos, más altos y más estrechos que antes. El nuevo cuadro del Impala era una versión abreviada del introducido en 1970 y se utilizaría hasta 1996, cuando se cerró la línea de producción del cuerpo B. Incluso con sus dimensiones exteriores más cortas, el nuevo Impala presentaba un mayor espacio para la cabeza, espacio para las piernas en el asiento trasero y espacio para el maletero. La producción del modelo reducido aumentó sustancialmente durante 1976, y el Impala recuperó la posición de ventas número uno en Estados Unidos. El rediseñado Impala / Caprice de 1977 fue nombrado Motor Trend 'scoche del año El nuevo cuerpo era más alto y estrecho que el modelo de 1976.
Los paneles rígidos sin pilares se descontinuaron, como resultado de los rumores de que se avecinan los estándares federales de reinversión en el futuro cercano. Los cupés 1977–1979 lucían una ventana trasera templada doblemente doblada similar al Chevrolet Monte Carlo Aerocoupe de 1987. En 1980, se utilizó toda la chapa nueva, aunque el estilo de la carrocería siguió siendo similar.
Comparación 1976–1977 
Impala 1976	Impala 1977
Distancia entre ejes	121,5 pulgadas (3.086 mm) vs 	116.0 pulg. (2,946 mm)
Longitud total	222,9 pulgadas (5,662 mm) vs 	212,1 pulgadas (5.387 mm)
Anchura	79,5 pulgadas (2.019 mm) vs 	75,5 pulgadas (1.918 mm)
Altura	53,7 pulgadas (1.364 mm) vs 	55,3 pulg. (1.405 mm)
Espacio frontal	38,9 pulgadas (988 mm) vs 	39,0 pulg. (991 mm)
Espacio frontal para las piernas	42,5 pulgadas (1.080 mm) vs 	42,2 pulgadas (1.072 mm)
Habitación delantera de la cadera	59,3 pulgadas (1.506 mm) vs 	55.0 pulg. (1,397 mm)
Cuarto de hombro delantero	63.8 pulg. (1,621 mm) vs	 61,1 pulgadas (1.552 mm)
Espacio para la cabeza trasera	38.0 pulg. (965 mm) vs	38,2 pulgadas (970 mm)
Espacio para las piernas en la parte trasera.	38,8 pulgadas (986 mm)	vs 39.5 in (1.003 mm)
Espacio trasero de cadera	59,7 pulgadas (1.516 mm)	vs 55,7 pulg. (1.415 mm)
Espacio trasero para los hombros	63.8 pulg. (1,621 mm)	vs 61,1 pulgadas (1.552 mm)
Capacidad de equipaje	18,9 pies cúbicos (535 L)	vs 20.9 pies cúbicos (592 L).
La disponibilidad del motor se redujo para 1977; el 6 en línea se reintrodujo con 110 hp (82 kW). Las opciones incluyen motores V8 de 267 y 305 pulgadas cúbicas (4.4 y 5.0 L). El motor V8 de 350 pulgadas cúbicas (5.7 L) fue opcional en algunos años. El motor diésel V8 de 350 pulgadas cúbicas (5.7 L) de Oldsmobile también estaba disponible. A partir de 1980, el 6 en línea fue reemplazado por un V6 genérico de 229 pulgadas cúbicas de Chevrolet, que era totalmente diferente del V6 de 3.8 litros (231 pulgadas cúbicas) de Buick que se instaló en numerosos modelos GM de diferentes divisiones.
El Impala y el exclusivo Caprice se vendieron hasta principios de la década de 1980. El Impala se redujo al modelo básico Chevrolet de tamaño completo y fue popular con el uso de la flota, incluidos los vehículos de persecución de taxis y policías, pero los estilos de carrocería de cupé y vagón se redujeron después de 1981 y se suspendió en 1985, mientras que el Caprice continuó sin cambios hasta 1990 Tras la desaparición del Impala, el modelo base Chevrolet de tamaño completo pasó a llamarse Caprice a partir de 1986, y los modelos superiores se llamaron Caprice Classic y Caprice Classic Brougham.
Caprice Classic disponible como camioneta durante 1977–1985

## Séptima generación (Impala SS, 1994-1996)
En enero de 1990, el cuerpo de la plataforma GM B fue rediseñado para el año modelo 1991.
Aunque conservaba el mismo diseño de marco acortado del rediseño del año modelo 1977.
La insignia Impala SS resucitó en el Salón del Automóvil de Detroit de 1992 como un automóvil conceptual diseñado por el diseñador de GM Jon Moss. 
El concepto del carro estaba dos pulgadas más bajo que el Caprice normal, y funcionaba con un motor de 8.2 litros (500 pies cúbicos).
Finalmente, el motor del auto conceptual fue reemplazado por un motor LT1 V8 de 5.7 litros (350 pies cúbicos) derivado del Corvette.
El chevrolet Impala en el año 1994 y 1996 fue unos de los coches más famosos y reconocidos de la época, siendo uno de los mejores coches hechos esto hace. Su actuación más famosa fue en la muerte de "The notorious B.I.G".
El Impala SS de 1994 entró en producción el 14 de febrero de 1994, en la planta de GM en Arlington, Texas, y era casi idéntico cosméticamente al concept car, siendo el único cambio notable el logotipo de corbatín cromado en la parrilla (vs. logotipo rojo en el concepto). El automóvil era, en esencia, una versión de alto rendimiento del Caprice basada en gran medida en el Caprice 9C1paquete policial Como tal, obtuvo gran parte del equipo que antes solo estaba disponible para la aplicación de la ley y las agencias gubernamentales. Esto incluía una suspensión deportiva con amortiguadores y resortes reforzados, un sistema de enfriamiento de flujo inverso de alta capacidad (derivado del LT1 del Corvette), frenos de disco en las cuatro ruedas, enfriador de transmisión, escape doble, un sistema eléctrico de mayor potencia y Otras pequeñas alteraciones mecánicas y eléctricas. El Impala SS no obtuvo el enfriador externo de aceite de motor de aceite a aire del 9C1, ni se aseguraron todos los soportes de la carrocería (el Caprice y el Impala SS estándar se ensamblaron en la fábrica con los tres soportes delanteros del cuerpo sin uno de los cojines de goma, mientras que el 9C1 se ensambló con todos los cojines de goma en su lugar). 
El Impala SS estaba equipado con un equipo estándar 3.08. El diferencial trasero de deslizamiento limitado era estándar (a diferencia del G80 opcional en Caprices) y la suspensión era una pulgada más baja. Un LT1 de 5.7 litros (350 pies cúbicos) de bloque pequeño sintonizado fue estándar en el Impala SS, produciendo 260 hp (194 kW; 264 PS) y 330 lb⋅ft (447 N⋅m) de torque(recuperado de la calificación de 300 hp del prototipo (224 kW; 304 PS)). La principal diferencia entre el LT1 en el Impala y el LT1 que estaba en el Corvette y el Camaro fue que el motor Impala estaba equipado con culatas de hierro fundido en lugar de aluminio, y un árbol de levas que estaba diseñado más para un torque de baja potencia que caballos de fuerza de alta gama. Otra diferencia fue que la fundición de bloque para el Impala LT1 tenía tapas de cojinete principal de dos pernos, mientras que la fundición utilizada para el Corvette LT1 tenía tapas de cojinete principal de cuatro pernos. La transmisión fue el 4L60E, que era una versión controlada electrónicamente del 4L60 previamente controlado hidráulicamente. Sin embargo, la transmisión no fue reforzada por la potencia del LT1, ni por el peso extra del cuerpo y el bastidor, y las fallas de transmisión después de 100,000 millas (160,000 km) eran comunes.
En 1995, Dark Cherry Metallic y Dark Grey Green se agregaron como opciones de color exterior, y el panel de la carrocería en el panel trasero se alteró para reflejar el efecto cosmético que antes se lograba con una inserción de ventana. Otro cambio a partir de 1994 fue la colocación de los espejos laterales desde las vainas unidas a la puerta a un formato más grande unido al pilar 'A'. 1996 fue el último año de producción con 41,941 unidades vendidas. El Impala SS de 1996 también se exportó a Oriente Medio, como el Caprice SS, con el auto idéntico a su homólogo estadounidense, excepto por las fuentes laterales en el panel trasero y la placa en el tablero que dice Caprice SS. La producción de 1996 Impala SS llegó tarde en el año modelo; el último se produjo el 13 de diciembre de 1996. Vio pequeñas alteraciones en el interior, reemplazando el velocímetro digital por uno analógico, junto con un tacómetro. La palanca de cambios se movió de la columna a la consola central, y el motor recibió un sistema de control de computadora OBD-II (el árbol de levas se reajustó para ajustarse a la nueva computadora).

## Octava generación (2000-2006)
Generación,Impala VIII (vin W), después de parar su producción en 1996 vuelve en esta generación y se destaca por la Modificación en el motor 3.8 i V6 SS,sustituyendo al V8 y con la incrementación a una potencia a 243 Hp gracias a su turbina turbocompresora. El Impala estuvo disponible en dos niveles de equipamiento de 2000 a 2003. El modelo base estaba equipado con asientos de banco de tela, ruedas de acero, el LA1 V6 de 180 caballos de fuerza (134 kW), 3.4 litros (204 pies cúbicos) y un grupo de instrumentos de calibre 3. La reaparición fue en el año 2000 y su finalización en el 2006. El Impala SS 2004-2005 vino equipado con el motor L67 V6 sobrealimentado de 3.8 litros (231 pulgadas cúbicas). Tenía una potencia de 240 caballos de fuerza (180 kW) y se había utilizado previamente en el Pontiac Grand Prix GTP, Buick Regal GS, Buick Riviera y el cuerpo H Pontiac Bonneville SSEI y Buick Park Avenue "Ultra". El sedán más ligero de tracción delantera era tan rápido como el imparable SS Impala de los años 90, con 0-60 millas por hora (0-97 km / h) veces empujando 6.5 segundos, en comparación con el tiempo del modelo anterior que también mostraba 6.5 segundos (aunque 7.1 segundos en promedio). Para conmemorar la larga relación de Chevrolet con el Indianapolis Motor Speedway y la carrera Indianápolis 500, se ofreció en 2004 una edición limitada (4.088 producidos) Impala Indy SS, con rejilla negra con emblema dorado de Chevrolet que se trasladaría a todos los modelos Impala en 2005, varios logotipos de Indy en el exterior e interior, ruedas de cromo de 17 pulgadas, paquete de indicadores y más.
Motor 3.8 i V6 SS,Con la modificación en la Arquitectura de la unidad de potencia, desarrollando un gran motor de combustión interna y una carrocería	tipo "Berlina", también se respeto sus	5 plazas y puertas	4. Dando un Rendimiento al Consumo de combustible variado (urbano 13.1 l/100 km, 17.96 US mpg, 21.56 UK mpg, Consumo extraurbano	8.4 l/100 km, 28 US mpg, 33.63 UK mpg, Consumo de combustible combinado	10.2 l/100 km, 23.06 US mpg, 27.69 UK mpg) alimentado por Gasolina, brindando una Aceleración 0 - 100 km/h	7 s, Aceleración 0 - 62 mph	7 s, Aceleración 0 - 60 mph 6.7 s,así también a Velocidad máxima	220 km/h, 136.7 mph, con la Relación peso/potencia	6.8 kg/CV Motor, Potencia máxima	243 CV @ 5200 rpm.también siendo a si un gran auto para la ciudad y de respeto en las carreteras como datos extra.
La Potencia por litro	64.1 CV/l, con Posición del motor Frontal transversal.
Modelo del motor L67, Cilindrada -real-	3791 cm 3, 231.34 cu. in. Su Par máximo	380 Nm @ 3600rpm. 280.27 lb.-ft. @ 3600rpm.
Número de cilindros	6 Distribución de los cilindros	En V
Diámetro del cilindro	96.5 mm, 3.8 in. Recorrido del cilindro	86.4 mm, 3.4 in.
Ratio de compresión	8.5, Número de válvulas por cilindro	2
Sistema de combustible Inyección indirecta multipunto con turbina	Turbocompresor
Distribución Capacidad de aceite del motor	4.2 l, 4.44 US qt | 3.7 UK qt
refrigerante	11.0 l, 11.62 US qt | 9.68 UK qt
Tracción	Delantera
Número de velocidades (transmisión automática)	4
Frenos delanteros y traseros con Discos
Sistemas de asistencia	ABS (Sistema antibloqueo de ruedas)
Dirección, tipo	Cremallera de dirección
Tamaño de neumáticos	235/55 R17H
Tamaño de llantas	7J x17

## Novena generación (2006-2013)
El Impala 2006 se presentó en el Auto Show de Los Ángeles 2005 en enero. Al igual que el Buick LaCrosse, el Impala de novena generación utilizó la plataforma GM W actualizada. El motor base era un V6 de 3.5 L (214 pies cúbicos) que producía 211 hp (157 kW) y 214 lb⋅ft (290 Nm) de torque a 4,000 rpm. El nuevo Impala presentó nuevas luces traseras, diferentes del estilo de cuatro círculos de la generación anterior. Este Impala se vende principalmente a operadores de flotas, y los compradores privados representan una cuarta parte de las ventas.
El modelo SS utilizaba el V8 de bloque pequeño Generation IV, el primero en hacerlo en un Chevrolet con tracción delantera y el primer V8 en un sedán Chevrolet desde el Caprice de 1996. El V8 5.3 L (325 pies cúbicos) (con desplazamiento bajo demanda, llamado Active Fuel Management o AFM) produjo 303 hp (226 kW). Con el uso del 5.3 L LS4 V8, el Impala SS es capaz de un tiempo de 5.6 segundos 0-60 mph (0-97 km / h) y un cuarto de milla de 14.2 segundos viajando a 101 mph (163 km / h). El Impala de la novena generación tenía 200.4 pulgadas (5.090 mm) de largo, 58.7 pulgadas (1,491 mm) de alto y 72,9 pulgadas (1,852 mm) de ancho con un coeficiente de arrastre de 0.33.
Chevrolet Impala LTZ antes del estiramiento facial
Los niveles de equipamiento disponibles para la novena generación fueron LS, LT, LTZ y SS, respectivamente. Los asientos para seis pasajeros solo estaban disponibles como opción en los modelos LS y LT. La tapicería de cuero era estándar en los modelos LTZ y opcional en los modelos LT. El Impala de novena generación presentaba una consola central con molduras de madera con detalles cromados en todos los botones de control principales. El tablero de instrumentos presentaba un logotipo de Impala cromado incrustado en el borde de madera que se extiende a través del tablero y hacia las puertas. Las perillas de control que se encuentran en la cabina del vehículo eran similares a las que se encuentran en los modelos Buick, así como en el Cadillac DTS, todos los cuales presentaban una consola central similar. Otra revisión interior fue la ubicación de los portavasos, que se movieron debajo de la sección media de la consola central del vehículo.
*la información aquí descrita sólo fue traducida de la versión en ingles*
El LS fue el modelo base. Ofrecía llantas de acero con cubiertas de llantas (llantas de aleación posteriores), estéreo AM / FM con reproductor de CD de un solo disco (seis discos opcionales) y capacidad para MP3, SiriusXM, conector de entrada auxiliar, seis parlantes, entrada sin llave, aire acondicionado, tela superficies de asiento, y una opción de dos cubos delanteros o un solo banco delantero. El LT era el modelo de gama media. Ofrecía llantas de aleación y asientos delanteros con calefacción opcionales. El LTZ fue el modelo más lujoso. Ofrecía asientos de cuero con calefacción, estéreo AM / FM con capacidad para CD / MP3 (seis discos opcionales), SiriusXM, un sistema de sonido premium Bose de ocho bocinas, techo solar eléctrico, sistema de seguridad y OnStar. El SS era el modelo de primera línea, que ofrecía un motor V8 de 5.3 L, asientos bordados de cuero con calefacción SS, llantas de aleación exclusivas de 18 pulgadas con acabado mecanizado e insignias SS (el modelo 2006-09 fue el primer Impala con un motor V8 desde 1996). La línea de acabado SS se descontinuó después de 2009, dejando a LTZ como el modelo más avanzado para 2010. Una actualización mecánica para 2012 trajo la versión revisada de 3.6 L V6 (con sincronización variable de válvulas) a LS, LT y LTZ se adapta a la oferta de un solo motor, junto con una transmisión automática de 6 velocidades actualizada. La nueva combinación una vez más empujó al Impala a una calificación de 300 caballos de fuerza, y continuó con el Impala Limited de 2014-2016.
'2007' 
En 2007, el Impala recibió la insignia trasera FlexFuel 3.5 litros V6 y Flex Fuel para el LS, LT, LTZ y Touring. Un nuevo 3.9 L V6 con Active Fuel Management estaba disponible. El SS retuvo la misma transmisión y no recibió la función FlexFuel debido a la naturaleza de alto rendimiento del tren motriz. Un sistema de monitoreo de presión de neumáticos, control de crucero y un reproductor de CD eran estándar en todos los modelos, y un spoiler de fábrica era una opción disponible. El LT tenía llantas de aleación de 16 pulgadas y cinco radios. El sistema OnStar de generación 7 con navegación paso a paso se incluyó cuando se seleccionó el servicio de conexiones y direcciones disponibles. Las SS tenían asientos estándar de cuero y radio satelital XM, con XM opcional en los ajustes LS, LT y LTZ. En el LT se ofreció un nuevo paquete Luxury Edition con asientos de cuero, asiento trasero plegable y alerón trasero. Había cuatro nuevos colores exteriores: Precisions Red, Imperial Blue Metallic, Bordeaux Red y Red Jewel Tintcoat, así como un "Impala RSS" equipado con Regency. El RSS incluía ruedas agresivas, parachoques delantero / trasero y extensiones de panel basculante, un alerón y varias mejoras interiores.

2008 
Para conmemorar el 50 aniversario del Impala, se introdujo una edición del 50 aniversario en la primavera de 2008. Basado en el LT, agregó una suspensión deportiva FE3 (que reemplaza a la suspensión Touring FE1), ABS en las cuatro ruedas, llantas de aleación estilo SS de 18 pulgadas (reemplazando las llantas de 16 pulgadas), alerón trasero estilo SS, insignias Impala "50th Anniversary" en los pilares C, asientos bicolores tapizados en cuero con logotipos "50th" bordados en los reposacabezas delanteros, ajustables en ocho direcciones con ajuste eléctrico asiento del conductor, volante forrado en cuero con rosca de color acentuado que incluye controles de audio, alfombra de ébano, alfombrillas de ébano con rosca de acento, emblemas del "50 aniversario" en las placas de umbral y una opción de dos colores exteriores de primera calidad: Negro Granito Metálico y Rojo Tintcoat joya Un paquete de edición de lujo estaba nuevamente disponible en el LT y ahora también presentaba un volante forrado en cuero, controles de audio montados en el volante, control de tracción y frenos antibloqueo.
2009
Interior de un Impala 2009
Para el año modelo 2009, el Impala recibió tres nuevos colores exteriores: Victory Red, Silver Ice Metallic y Aqua Blue Metallic, mientras que el aplique de tablero de aluminio cepillado ya no estaba disponible. Todos los modelos utilizaron el spoiler anterior de estilo SS (en realidad incorporado para finales del año modelo 2008). El nivel de acabado Touring se suspendió para 2009. Los asientos de cuero ya no estaban disponibles en combinación con el asiento delantero de banco dividido 40/20/40. La característica Active Fuel Management permaneció en el 5.3 L V8 con un tanque de gasolina de 17 galones para el modelo SS, pero ya no estaba disponible en 3.9 L V6 para los modelos LT y LTZ. Un paquete de ruedas y sol estaba disponible en los modelos 1LT que incluían techo solar eléctrico, consola superior con Homelink y ruedas de aluminio de 17 pulgadas. Un sistema de audio Bose Premium ahora formaba parte del paquete Luxury Edition ofrecido en los modelos LT. Las bolsas de aire de impacto lateral de tórax eran estándar.
2010 
Para el año modelo 2010, el Impala fue el único automóvil GM W-body en producción, aunque el modelo SS de ocho cilindros fue descontinuado. Los modelos LT incluyeron luces antiniebla y una vez más ofrecieron un paquete opcional de edición de lujo. El 3.9 L V6 ya no estaba disponible para el modelo LT. Dos nuevos colores exteriores estaban disponibles: Summit White y Cyber Grey Metallic, y se eliminaron cuatro colores exteriores. El paquete de conveniencia (PDG), el estéreo AM / FM con cambiador de CD en el tablero de 6 discos y la red de carga de la cajuela ya no estaban disponibles. Se eliminaron los emblemas de Impala en los paneles traseros de la vela, así como la insignia de la tapa trasera en los modelos LS. Los modelos de principios de 2010 tenían las insignias GM inferiores en la parte frontal, pero también se eliminaron más tarde. 
2011 
Para el año modelo 2011, Impala regresó en versiones LS, LT y LTZ. Los motores disponibles eran un 3.5 L V6 (LS o LT) o un 3.9 L V6 (solo LTZ). Un paquete de edición de lujo fue nuevamente una opción en el LT e incluyó asientos con calefacción de cuero, asiento del pasajero delantero eléctrico de 6 posiciones, sistema de audio Bose Premium, radio XM, espejo retrovisor con atenuación automática, control remoto universal para el hogar, espejos eléctricos con calefacción exterior y parte trasera revelación. El Impala 2011 tenía las mismas ruedas que el Impala 2012–2013, pero el Impala 2011 fue el último año del modelo donde apareció el borde cromado en la tapa del maletero.
2012
Estiramiento facial 2012
Para el año modelo 2012, el exterior recibió una leve actualización y 4 ajustes: un Impala, LS, LT y LTZ estándar. Los motores de 3.5 y 3.9 L se dejaron caer a favor de un solo LFX de 3.6 L que ofrece 302 hp (225 kW) y 262 lb⋅ft (355 N⋅m) de torque. La transmisión automática de cuatro velocidades también se elimina en favor de una automática de seis velocidades. El Impala también recibió nuevos paquetes, incluidos el paquete LS Uplevel, el paquete LS OnStar y Bluetooth, el paquete LT Sunroof, el paquete LT OnStar y el paquete LT OnStar y Bluetooth. 
2013 
Para el año modelo 2013, el Impala fue en gran medida una transferencia del modelo 2012. Las versiones disponibles fueron una vez más LS, LT y LTZ. Fue el último Impala minorista que se ofreció con un banco opcional y una transmisión de cambio de columna. Un paquete Luxury Edition, visto por última vez en el modelo 2011, regresó como una opción en la LT y destacados perforada de cuero superficies de asiento, dos delanteros con calefacción asientos de cubo con lados de 8 vías del conductor y los ajustadores de potencia en el lado de 6 vías de pasajeros, retrovisor interior automático espejo de atenuación, control remoto universal para el hogar, espejos ajustables eléctricos con calefacción externa, sistema de sonido premium Bose de 8 bocinas, cambiador de CD de seis discos en el tablero que reproduce archivos MP3 y WMA, conRadio Data System, Sirius-XM radio por satélite, así como una entrada auxiliar. Este fue notablemente el último automóvil de producción en tener un asiento en el frente. Debido al lanzamiento anticipado del modelo rediseñado 2014, el Impala 2013 tuvo un año modelo abreviado.

## Décima generación (2013-2020)

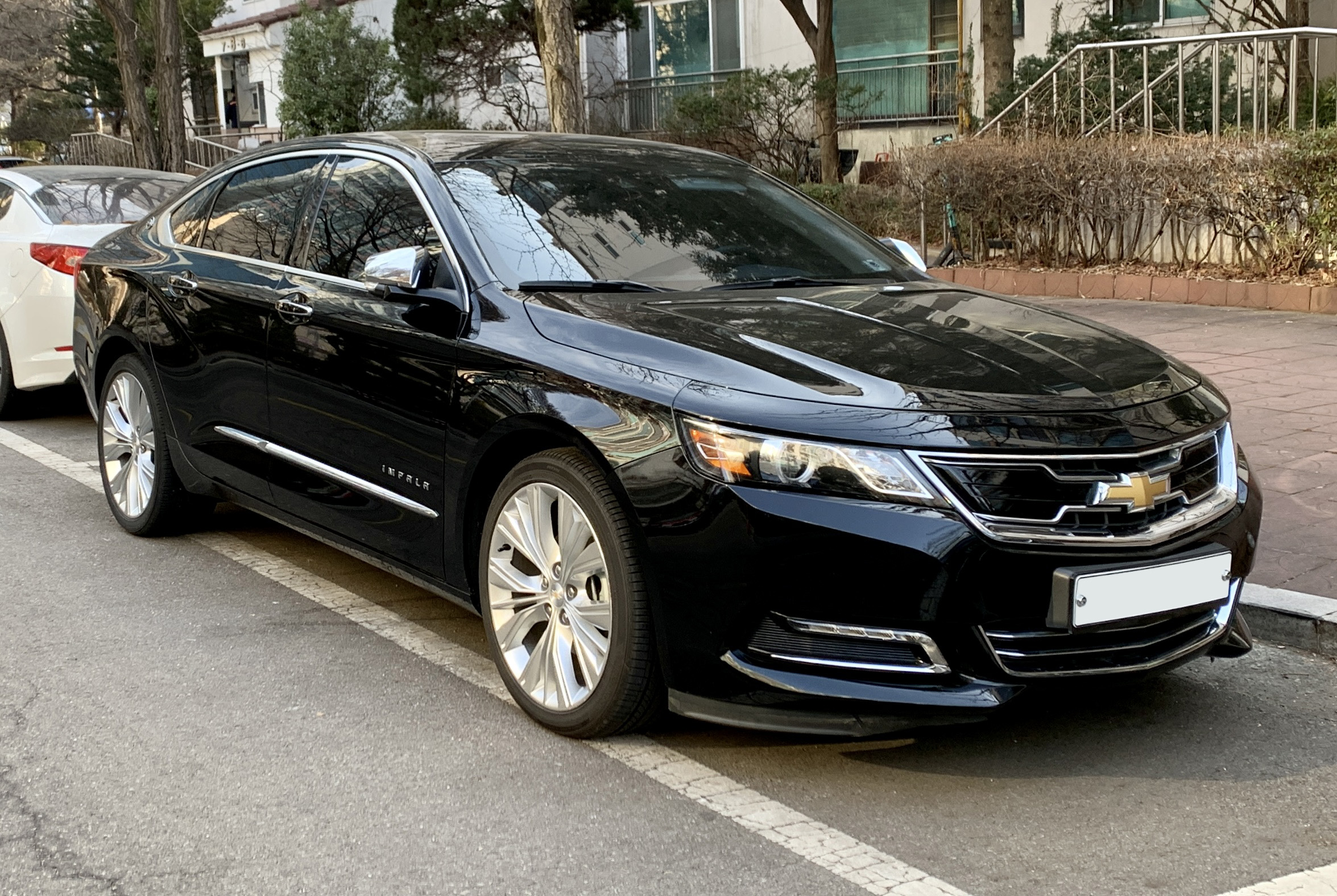
Chevrolet Impala 2018

En 2013 en el Salón del Automóvil de Nueva York en EE. UU. se presentó el Impala 2014.
Impala Limited (2014–2016) 
El modelo de la novena generación permaneció en producción en los modelos LS, LT y LTZ hasta el año modelo 2016 como un automóvil de alquiler, flota y policía bajo el nombre revisado del modelo "Impala Limited". La planta consolidada en Oshawa, Canadá, continuó fabricando el Impala Limited, junto con el Chevrolet Equinox. La producción finalizó en mayo de 2016.
Motores 
Años	Motor	Desplazamiento	Poder	Esfuerzo de torsión	Notas
2006-2011	3.5 L V6	213 CID	211 hp (157 kW)	214 lb⋅ft (290 N⋅m)	Modelos LS y LT.  
2012-2016	3.6 L V6	217 CID	302 hp (225 kW)	262 lb⋅ft (355 N⋅m)	Modelos LS, LT, LTZ y Police.  
2006	        3.9 L V6	237 CID	242 hp (180 kW)	242 lb⋅ft (328 N⋅m)	Modelos LT, LTZ y Police solamente.  
2007-2008	3.9 L V6	237 CID	233 hp (174 kW)	240 lb⋅ft (325 N⋅m)	Modelos LT, LTZ y Police solamente.  
2009–2011	3.9 L V6	237 CID	224 hp (167 kW)	235 lb⋅ft (319 N⋅m)	Modelos LT (hasta 2010), LTZ y Police solamente.  
2006-2009	5.3 L V8	325 CID	303 hp (226 kW)	323 lb⋅ft (438 N⋅m)	Solo modelo SS.
Ventas anuales solo en Estados Unidos 
Año del calendario	
2000	174,358.   
2001	208,395.   
2002	198,918.  
2003	267,882.  
2004	290,259.  
2005	246,481.  
2006	289,868.  
2007	311,128.  
2008	265.840.   
2009	165,565.  
2010	172,078.  
2011	171,434.  
2012	169,351.  
2013	156,797.  
2014	140,280.  
2015	116,825.  
2016	97,006.  
2017	75,877.  
2018	56,556.  
2019	44,978
Chevrolet Impala de NASCAR de Universal Orlando Resort pintado para parecerse al auto # 88 conducido por Dale Earnhardt, Jr. en la Copa Sprint.
En 2007, el Impala comenzó a reemplazar al Monte Carlo en el circuito de carreras de autos de NASCAR; más específicamente, en todos los eventos de carreras programados donde NASCAR ha ordenado el uso de un automóvil con especificaciones diferentes (y algunas nuevas), conocido como el coche del mañana.
El Impala también se usó para representar a Chevrolet en la serie Nationwide. En 2013, el Impala fue reemplazado por el Camaro en la Serie Nationwide.
El Impala también se usó en la Serie NASCAR Pinty's. Fue reemplazado por el Camaro en 2018.
La temporada 2012 de NASCAR marcó el final del uso de la placa de identificación Impala en los autos de serie. De 2013 a 2017, pilotos de Chevrolet comenzó a conducir el Holden Commodore VF SSV basada Chevrolet SS en la Copa Sprint hasta que el Chevrolet SS se interrumpió después de 2017.